# サッポロミツバチプロジェクト
サッポロ･ミツバチ･プロジェクト（略称：さっぱち）は、北海道札幌市中央区でミツバチを養蜂するプロジェクトであるとともに、同プロジェクトを運営する特定非営利活動法人（NPO法人）の名称である。

## 概要
東京・銀座で2006年に始まった銀座ミツバチプロジェクト（略称：銀ぱち）に刺激を受けた札幌在住のまちづくりプランナー酒井秀治が、札幌市内のアート、農業、緑化等様々な立場の専門家に呼び掛けて、2010年に札幌中心部での市民参加型都市養蜂プロジェクトとしてサッポロ･ミツバチ･プロジェクト実行委員会を立ち上げ、2012年にNPO法人化、特定非営利活動法人サッポロ･ミツバチ･プロジェクトとなった。理事長は黒田仁智（OYOYOまち×アートセンターさっぽろ代表）。養蜂技術は、立ち上げ時の新聞報道を偶然目にした元養蜂家 城島常雄に指導を受けつつ、北海道のビル屋上に適した飼育方法を探っている。活動の大きな柱として、「ブランド」「緑化」「コミュニティ」を掲げる。

## コミュニティ
- 設立当初から市民が参加できる活動をプロジェクトの中心に組み、市民活動として養蜂・商品化の活動を行ってきた。2011、2012年はボランティア会員として登録制にし、希望するボランティア市民を募り養蜂活動、採蜜活動、商品づくり等を共同で行っている。
- 蜂場周辺地域の子どもたちへの環境学習の一環として、札幌市中央区大通公園まちづくりセンターと共同で2010年～2012年「子どもワークショップ」を開催した。

## 蜂蜜
蜂場のあるビルは、札幌市内で中心部の大通と呼ばれるエリアの、そのさらに中心と言える場所に位置している。ミツバチの行動範囲は半径3キロメートル程度と言われ、この範囲には、東西南北に走る街路樹をはじめ、大通公園、中島公園などで多くの草木の花が咲き、また豊平川河川敷、北海道大学農学部付属植物園等の大きな緑地も存在する。さっぱちのミツバチたちは、これらの草木から、季節毎に移り変わる花蜜を集め、蜂蜜をしている。
- 蜂蜜商品は、2011年から「さっぱち蜂蜜」として50グラム入りの商品を販売開始、2012年には、200グラム入りの商品、箱入りのギフトセット商品も販売開始。
  - 50グラム入りの蜂蜜は、採蜜日ごとに保管・充填された商品であり、ビンの横に採蜜日が記されているため、いつ採れた蜂蜜かがわかるようになっていることが特徴である。

販売店
- 2011年は札幌市内の１店舗のみでの販売だったが、2012年には販売店舗を14店舗に増やした。
- 2013年にはウェブストアでの販売も開始した。

## 蜂蜜商品
- 2010年の設立当初より、個人・法人の会員のほか、活動に共感し「さっぱち蜂蜜」を当プロジェクトと共に開発・販売するパートナー会員（設立当初は「ブランドづくり会員」）を年度ごとに募っており、これまでにスイーツ、料理、ドリンク、コスメグッズなど多くの商品が開発された。
- これら商品は各店舗で販売され、特に2010～2012年に開催された当プロジェクト主催の冬のイベント「みつばちカフェ」においては、全店舗を札幌市内で販売された。

## 緑化
- 緑化活動としては、2011年に財団法人札幌市緑化協会の「さっぽろガーデンシティ活動事業」助成により、屋上緑化活動として「みつばち空のみちづくりプロジェクト」を実施、札幌中心部のビル２棟の屋上に屋上ガーデンを設置した。
- 2012年度に販売された蜂蜜の売上金の一部を財団法人札幌市緑化協会に寄付した。